# 2018년 밀워키 브루어스 시즌
2018년 밀워키 브루어스 시즌은 메이저리그의 프로 야구단 밀워키 브루어스의 2018년 시즌을 일컫는다. 크레이그 카운셀 감독이 정식으로 부임하여 맞이한 4번째 시즌이다. 팀은 내셔널리그 중부지구 5팀 중 시카고 컵스에 1경기 차로 앞선 1위에 오르며 디비전시리즈에 직행하여 콜로라도 로키스를 3전 3승으로 꺾었으나, 챔피언십시리즈에서 LA 다저스에게 3승 4패로 져 탈락했다.

## 선수단
- 선발투수 : 샤신, 마일리, 앤더슨, 곤잘레스, 페랄타, 게라, 데이비스, 수터
- 구원투수 : 제프리스, 헤이더, 번스, 제닝스, 세데뇨, 우드러프, 로페즈, 하우저, 애셔, 라일즈, 로건, 소리아, 반즈, 드레이크, 윌리엄스, 후버, 윌커슨, 자거스키, 앨버스
- 마무리투수 : 크네이블
- 포수 : 피냐, 노팅엄, 크라츠, 밴디
- 1루수 : 아길라, 테임즈
- 2루수 : 비야, 페레즈, 스쿱, 밀러, 프랭클린, 올프
- 유격수 : 살라디노, 아르시아, 소가드
- 3루수 : 쇼, 무스타카스
- 좌익수 : 브론
- 중견수 : 케인, 브록스턴
- 우익수 : 옐리치, 산타나, 그랜더슨, 필립스
- 지명타자 : 최지만

## 같이 보기
- 2016년 로스앤젤레스 에인절스 시즌